# Pseudonympha loxophthalma
Pseudonympha loxophthalma är en fjärilsart som beskrevs av Lajos Vári 1971. Pseudonympha loxophthalma ingår i släktet Pseudonympha och familjen praktfjärilar. Inga underarter finns listade.